# Husum (Bassa Sassonia)
Husum è un comune di 2 387 abitanti, della Bassa Sassonia, in Germania.
Appartiene al circondario (Landkreis) di Nienburg (Weser) (targa NI) ed è parte della comunità amministrativa (Samtgemeinde) di Mittelweser.
Comprende le frazioni di Bolsehle, Groß Varlingen e Schessinghausen.